# Anthomastus japonicus
Anthomastus japonicus is een zachte koraalsoort uit de familie Alcyoniidae. De koraalsoort komt uit het geslacht Anthomastus. Anthomastus japonicus werd in 1923 voor het eerst wetenschappelijk beschreven door Nutting. 